# Harald Pfeiffer (Politiker)
Harald Pfeiffer (* 9. Januar 1972 in Böblingen) ist ein deutscher Politiker (parteilos, ehemals CDU, AfD). Von 2018 bis 2021 war er Abgeordneter im Landtag von Baden-Württemberg.

## Leben
Pfeiffer wuchs im Aidlinger Ortsteil Deufringen auf. Nach dem Abitur 1991 am Otto-Hahn-Gymnasium in Böblingen studierte Harald Pfeiffer bis 1994 an der Berufsgenossenschaftlichen Akademie für Arbeitssicherheit und Verwaltung in Hennef (Sieg). Seit 1991 war er bis zur Annahme seines Landtagsmandates bei der Berufsgenossenschaft der Bauwirtschaft (BG BAU) beschäftigt, unterbrochen 1996 durch seinen Zivildienst, zuletzt in der Position als Sozialversicherungsamtmann.
Dort gehörte er seit 1994 dem örtlichen Personalrat an; zudem war er ab 2006 Mitglied des Gesamtpersonalrats.
Pfeiffer trat 1999 in den CVJM ein und gehörte im gleichen Jahr zu den Gründern der Freien Evangelischen Schule Böblingen e. V.
Von 1998 bis 2019 war er Mitglied im Verwaltungsrat des Verein für Jugendhilfe im Landkreis Böblingen e.V. Zudem war er von 2006 bis 2019 Jugendschöffe am Amtsgericht Böblingen. 2007 gründete er eine Familienstiftung zur Förderung der Jugendhilfe, die er 2021 wieder auflöste.

## Politik
Bis Ende 2012 war Pfeiffer Mitglied der Christlich Demokratischen Union Deutschlands (CDU) und dort Mitglied des Landes- und Kreisvorstands des evangelischen Arbeitskreises. Bereits 2012 war er Mitglied der Wahlalternative 2013 und trat Anfang 2013 der Alternative für Deutschland (AfD) bei. Beim Kreisverband Böblingen der AfD ist er Gründungsmitglied, war bis 2017 deren stellvertretender Sprecher und von November 2017 bis zu seinem Ausscheiden aus Partei und Fraktion im November 2019 Sprecher des Kreisverbandes. Bei der Landtagswahl 2016 wurde er als Ersatzkandidat der AfD im Landtagswahlkreis Böblingen aufgestellt. Weil der ehemalige Fraktionsvorsitzende der AfD im Landtag Jörg Meuthen Ende 2017 ins Europäische Parlament wechselte und sein Ersatzkandidat Jürgen Braun bereits seit September 2017 im Bundestag saß und auf das Landtagsmandat verzichtete, übernahm der Direktkandidat des Landtagswahlkreises Böblingen, Markus Widenmeyer, aufgrund des besseren Wahlergebnisses mit 16,5 % Prozent der Stimmen am 1. Januar 2018 das Mandat im Landtag, legte dieses aber bereits am 23. Januar desselben Jahres nieder. Am 2. Februar übernahm Harald Pfeiffer Widenmeyers Mandat. Von der Stuttgarter Zeitung wurden Pfeiffer und der AfD Klüngelei vorgeworfen: Bereits gegen Ende Dezember soll dieser im Bekanntenkreis offen erzählt haben, dass er Landtagsabgeordneter werde, bevor Widenmeyer überhaupt sein Mandat angetreten hatte. Nach dem Mandatsverzicht von Widenmeyer fiel das Mandat deshalb an seinen Ersatzkandidaten Harald Pfeiffer. Dies wurde von der Landeswahlleitung bestätigt.
Während seiner Zeit im Landtag von Baden-Württemberg war er Mitglied im Petitionsausschuss, Wissenschaftsausschuss und zuletzt im Umweltausschuss.
Im November 2019 trat er gemeinsam mit Stefan Herre aus der AfD-Landtagsfraktion und der Partei aus, da er laut eigener Aussage seine „liberal-konservativen Werte“ dort nicht mehr verfolgen könne. Sein Landtagsmandat behielt er bis zum Ende der Legislaturperiode bei.

## Politische Positionen
In der Landtagsfraktion der AfD sprach sich Pfeiffer, wie auch schon sein Amtsvorgänger Markus Widenmeyer, gemeinsam mit anderen gemäßigten Abgeordneten wiederholt gegen die Wiederaufnahme des Antisemiten Wolfgang Gedeon in die AfD-Landtagsfraktion und für dessen Parteiausschluss aus.